# Аблов Антон Васильович
Аблов Антон Васильович (нар. 16 серпня 1905, Одеса, Україна — 18 травня 1978, Кишинів Молдова) — хімік-неорганік. Академік АН Молдовської РСР (1961).
Закінчив Ясський університет (1928), у якому працював до 1940. Викладав у Кишинівському сільсько — господарському інституті (1940, 1944–46, від 1945 — професор) та Кишинівському університеті (1946–78). Одночасно працював в Інституті хімії АН Молдовської РСР (1959–61 та 1965–75 — директор). У 1961–64 — академік-секретар Відділу природничих і технічних наук АН Молдовської РСР.
Основні дослідження у галузі координаційної хімії. Синтезував та вивчив із застосуванням фізичних методів багато комплексних сполук перехідних металів, переважно кобальту та нікелю, з діоксимінами та тіосемікарбазонами. Здійснив синтез деяких багатоядерних кластерів. Синтезував біологічно активні комплексні сполуки кобальту та з'ясував можливість їх практичного застосування у сільсько-господарському виробництві.

## Праці
- Sur les sels complexes de cobalt (III) avec la dimethylglyoxime // Bull. Soc. chim. France. 1940. T. 7 (5-e série);
- Химическая связь в комплексных соединениях. Кишинев, 1962;
- Kinetics and mechanism of substitution reactions of cobalt (III) trans-dioximines in non-aqueous media // Coord. Chem. Rev. 1979. Vol. 28, № 2, 3 (співавт.).
- Батыр Д. Г. А. В. Аблов (1905—1978). Страницы жизни и творчества. Кишинев, 1986.